# Año bisiesto
Año bisiesto è un film del 2010 diretto da Michael Rowe, vincitore della Caméra d'or per la miglior opera prima al 63º Festival di Cannes.

## Riconoscimenti
- Premio Ariel

2011 - Miglior attrice a Mónica del Carmen